# Team Sunweb/Saison 2018
Diese Liste beschreibt die Mannschaft und die Erfolge des Radsportteams Team Sunweb in der Saison 2018.

## Erfolge in der UCI WorldTour
In den Rennen der UCI WorldTour 2018 der UCI WorldTour gelangen die nachstehenden Erfolge.
| Datum        | Rennen                          | Sieger               |
| ------------ | ------------------------------- | -------------------- |
| 23. Februar  | 3. Etappe Abu Dhabi Tour        | Phil Bauhaus         |
| 24. April    | Prolog Tour de Romandie (EZF)   | Michael Matthews     |
| 4. Mai       | 1. Etappe Giro d’Italia (EZF)   | Tom Dumoulin         |
| 14. Juni     | 6. Etappe Tour de Suisse        | Søren Kragh Andersen |
| 28. Juli     | 20. Etappe Tour de France (EZF) | Tom Dumoulin         |
| 19. August   | 7. Etappe BinckBank Tour        | Michael Matthews     |
| 7. September | Grand Prix Cycliste de Québec   | Michael Matthews     |
| 9. September | Grand Prix Cycliste de Montréal | Michael Matthews     |

## Erfolge in der UCI Asia Tour
In den Rennen der UCI Asia Tour 2018 der UCI Asia Tour gelangen die nachstehenden Erfolge.
| Datum       | Rennen                       | Kat. | Sieger      |
| ----------- | ---------------------------- | ---- | ----------- |
| 14. Oktober | Hammer Chase Hammer Hongkong | 1.1  | Team Sunweb |

## Erfolge in der UCI Europe Tour
In den Rennen der UCI Europe Tour 2018 der UCI Europe Tour gelangen die nachstehenden Erfolge.
| Datum      | Rennen                      | Kat. | Sieger               |
| ---------- | --------------------------- | ---- | -------------------- |
| 5. Mai     | 3. Etappe Tour de Yorkshire | 2.1  | Max Walscheid        |
| 3. Oktober | Münsterland Giro            | 1.HC | Max Walscheid        |
| 7. Oktober | Paris-Tours                 | 1.HC | Søren Kragh Andersen |

## Zugänge – Abgänge
| Zugänge         | Team 2017                   | Abgänge               | Team 2018                  |
| --------------- | --------------------------- | --------------------- | -------------------------- |
| Jai Hindley     | Orica-Scott                 | Warren Barguil        | Team Fortuneo-Samsic       |
| Michael Storer  | Orica-Scott                 | Bert De Backer        | Vital Concept Cycling Club |
| Edward Theuns   | Trek-Segafredo              | Sindre Skjøstad Lunke | Team Fortuneo-Samsic       |
| Martijn Tusveld | Roompot-Nederlandse Loterij | Georg Preidler        | Groupama-FDJ               |
| Louis Vervaeke  | Lotto Soudal                | Ramon Sinkeldam       | Groupama-FDJ               |
|                 |                             | Albert Timmer         | Karriereende               |
|                 |                             | Zico Waeytens         | Vérandas Willems-Crelan    |

## Mannschaft
| Teamkader 2018                            | Teamkader 2018     | Teamkader 2018     | Teamkader 2018                        |
| Name                                      | Geburtsdatum       | Land               | Vorheriges Team                       |
| ----------------------------------------- | ------------------ | ------------------ | ------------------------------------- |
| Søren Kragh Andersen                      | 10. August 1994    | Dänemark           | Trefor-Blue Water (2015)              |
| Nikias Arndt                              | 18. November 1991  | Deutschland        | LKT Team Brandenburg (2012)           |
| Phil Bauhaus                              | 8. Juli 1994       | Deutschland        | Bora-Argon 18 (2016)                  |
| Roy Curvers                               | 27. Dezember 1979  | Niederlande        | Time-Van Hemert (2007)                |
| Tom Dumoulin                              | 11. November 1990  | Niederlande        | Rabobank Continental (2011)           |
| Johannes Fröhlinger                       | 9. Juni 1985       | Deutschland        | Team Milram (2010)                    |
| Simon Geschke                             | 13. März 1986      | Deutschland        | KED-Bianchi Berlin (2008)             |
| Chad Haga                                 | 26. August 1988    | Vereinigte Staaten | Optum-Kelly Benefit Strategies (2013) |
| Chris Hamilton                            | 18. Mai 1995       | Australien         | Avanti IsoWhey Sports (2016)          |
| Jai Hindley                               | 5. Mai 1996        | Australien         | Mitchelton Scott (2017)               |
| Lennard Hofstede                          | 29. Dezember 1994  | Niederlande        | Rabobank Development (2016)           |
| Lennard Kämna                             | 9. September 1996  | Deutschland        | Stölting Service Group (2016)         |
| Wilco Kelderman                           | 25. März 1991      | Niederlande        | LottoNL-Jumbo (2016)                  |
| Michael Matthews                          | 26. September 1990 | Australien         | Orica-BikeExchange (2016)             |
| Sam Oomen                                 | 15. August 1995    | Niederlande        | Rabobank Development (2015)           |
| Tom Stamsnijder                           | 15. Mai 1985       | Niederlande        | Leopard-Trek (2011)                   |
| Michael Storer                            | 28. Februar 1997   | Australien         | Mitchelton Scott (2017)               |
| Laurens ten Dam                           | 13. November 1980  | Niederlande        | LottoNL-Jumbo (2015)                  |
| Mike Teunissen                            | 25. August 1992    | Niederlande        | LottoNL-Jumbo (2016)                  |
| Edward Theuns                             | 30. April 1991     | Belgien            | Trek-Segafredo (2017)                 |
| Martijn Tusveld                           | 9. September 1993  | Niederlande        | Roompot-Nederlandse Loterij (2017)    |
| Louis Vervaeke                            | 6. Oktober 1993    | Belgien            | Lotto-Soudal (2017)                   |
| Max Walscheid                             | 13. Juni 1993      | Deutschland        | Kuota-Lotto (2015)                    |
|                                           |                    |                    |                                       |
| Quellen: ProCyclingStats Cycling Quotient |                    |                    |                                       |